# Færgetræk
Færgetræk er et trafikfænomen, hvor en større mængde biler kører ad samme rute efter at have forladt en færge. Færgetræk kan være en betydelig belastning for et vejnet, især hvis det er dimensioneret efter gennemsnitsbelastningen snarere end spidsbelastningen. Af samme årsag har færgetræk ofte været anvendt som argument for udbygning af vejnettet og bygning af omfartsveje.
| Trafik | Spire Denne trafikartikel er en spire som bør udbygges. Du er velkommen til at hjælpe Wikipedia ved at udvide den. |